# José Malanca
José Américo Malanca (Córdoba, 10 de diciembre de 1897 – La Rioja, 31 de julio de 1967) fue un pintor argentino, reconocido por su obra paisajística dentro del posimpresionismo.

## Biografía
Comenzó a pintar desde temprana edad, y fue incentivado por el maestro Alejandro Carbó, quien le obsequió sus primeros materiales de trabajo: una caja de pinturas y una paleta que conservó hasta el final de su vida.
Estudió en la Academia Provincial de Bellas Artes de Córdoba, donde fue alumno de artistas como Bignozzi, Emilio Caraffa y Cardeñosa. En 1922 obtuvo el Tercer Premio en el Salón Nacional de Bellas Artes, y ese mismo año entabló amistad con Fernando Fader, considerado uno de los principales exponentes de la pintura serrana en Argentina.
En 1923 recibió una beca del gobierno de la provincia de Córdoba que le permitió viajar a Europa para continuar su formación artística en Italia y España. Durante su estadía en el continente europeo perfeccionó su técnica y amplió su formación cultural. De regreso en Argentina, en 1926, obtuvo una nueva beca de perfeccionamiento con la que recorrió diversos países de América Latina.
El contacto con las culturas precolombinas y coloniales influyó profundamente en su obra, en la que se destacan temas como las iglesias, las calles, la cordillera de los Andes y el altiplano. Algunas de sus obras más representativas de este período son Quebrada azul (1927, Bolivia) y Plaza de las Nazarenas (1930, Cuzco). Durante su estadía en Europa, Malanca se dedicó al estudio del paisaje, influido por la obra del pintor italiano Giovanni Segantini, representante del divisionismo. Desde el exterior continuó enviando obras a los salones nacionales, donde comenzó a obtener reconocimiento. A su regreso a Córdoba en 1926, expuso en el Salón Fasce, en la galería Van Riel (Buenos Aires) y en el Salón Witcomb (Rosario).
En 1927 obtuvo una beca provincial para realizar un viaje de perfeccionamiento con destino a América, junto a los artistas Ricardo Musso y Edelmiro Lescano Ceballos. Recorrió Bolivia, Perú, Panamá, Cuba, Estados Unidos, México y Chile, y estableció vínculos con destacadas figuras e instituciones culturales, entre ellas el escritor peruano José Mariátegui. Esta experiencia amplió su visión del paisaje y se tradujo en una serie de exposiciones: Paisajes de Bolivia (La Paz, 1927), Paisajes de América (Lima, 1928), Paisajes de Sudamérica (Ferargil Galleries, Nueva York, 1929), Pinturas de México, Bolivia y Perú (México, 1929) y Paisajes de América (Santiago de Chile, 1930).
En 1930, ya de regreso en Córdoba, contrajo matrimonio con la poetisa peruana Blanca del Prado. Ese mismo año expuso las obras realizadas durante su viaje americano en el Salón Fasce. Comenzó a desempeñarse como conservador en el Museo Provincial de Bellas Artes, convocado por su amigo Antonio Pedone. En 1932 fue nombrado secretario de la Academia Provincial de Bellas Artes y dejó su cargo en el museo.
Construyó su casa-taller en el barrio San Vicente y mantuvo una agenda regular de exposiciones en Córdoba, otras ciudades del interior y en Buenos Aires. Entre las salas en las que presentó su obra se destacan la galería Nordiska (Buenos Aires, 1932 y 1934), Salón Witcomb (Rosario, 1934), diario El Día (La Plata, 1934), galería Müller (Buenos Aires, 1936 y 1939), Comisión Provincial de Bellas Artes (Tucumán, 1940), Museo Provincial de Bellas Artes de La Plata (1940) y nuevamente el Salón Witcomb de Buenos Aires en múltiples ediciones entre 1943 y 1959.
En 1937 se trasladó a las sierras de Córdoba, estableciéndose en La Estancita (Río Ceballos), donde se dedicó de forma plena a la pintura. El paisaje siguió siendo el eje central de su obra.
Falleció en la ciudad de La Rioja el 1 de agosto de 1967.

### Documental
En 2024 se inició el rodaje de un documental, dirigido por Juan Pablo Tobal y Luciano Juncos, que apunta a revivir la vida de este artista cordobés.

## Exposiciones
A lo largo de su carrera, Malanca expuso sus obras en numerosas ciudades, incluyendo Nueva York, La Paz, Lima, Santiago de Chile, Buenos Aires, Córdoba, Mendoza, La Plata y Rosario.
Algunas de su obras forman parte de la colección permanente del Museo Provincial Superior de Bellas Artes “Evita” Palacio Ferreyra.